# Fremdkörperfestsetzung
Fremdkörperfestsetzung ist eine Festsetzung in einem Bebauungsplan, mit der Erweiterungen, Änderungen, Nutzungsänderungen und Erneuerungen  bestimmter, bereits vorhandener baulicher und sonstiger Anlagen in einem Baugebiet gem. §§ 2–9 BauNVO ausnahmsweise zugelassen werden können (§ 1 Abs. 10 Satz 1 BauNVO).
Sie ist ein Mittel im Städtebaurecht, um einem Bauwerk, das in überwiegend bebauten Gebieten bei Festsetzung eines Baugebiets nach den §§ 2 bis 9 BauNVO unzulässig wäre (baugebietswidriges Vorhaben), einen erweiterten Bestandsschutz zu garantieren. Dies setzt voraus, dass die betreffenden Anlagen im Plangebiet konkret benannt werden und innerhalb des Plangebiets weder eine zentrale Bedeutung noch eine die städtebauliche Situation beherrschende Größe aufweisen. Eine solche Bestandssicherung ist grundsätzlich ein berechtigtes planerisches Anliegen (§ 1 Abs. 6 Nr. 4 BauGB).
Fremdkörperfestsetzungen können insbesondere bei einer neuen Nutzungsausrichtung eines Plangebiets eine zentrale Rolle spielen. Mit einer Fremdkörperfestsetzung können Erhalt, Erweiterung und Erneuerung eines Gebäudes auch dann weiterhin zugelassen werden, wenn es der vorgesehenen neuen Nutzung des Gebiets eigentlich entgegensteht. Zugunsten des Bestandsgebäudes können dann betriebliche Veränderungen von den gesetzlichen Beschränkungen ausgenommen werden. Die allgemeine Zweckbestimmung eines Plangebiets darf dadurch aber nicht gestört werden.